# The Rumjacks
The Rumjacks són un grup de folk rock i celtic punk format originàriament a Sydney el 2008. Coneguda pels seus directes enèrgics, la banda ha publicat cinc àlbums d'estudi, dos àlbums en directe i una sèrie d'EP. El 2016, els membres The Rumjacks es van traslladar a Europa on viuen actualment.
Una de les cançons més conegudes del grup, «An Irish Pub Song», va ser en un èxit viral, generant més de 70 milions de visualitzacions a YouTube.

## Discografia

### Àlbums d’estudi
- Gangs of New Holland (2010) - Laughing Outlaw
- Sober & Godless (2015) - Four Four Records
- Sleepin' Rough (2016) - Four Four Records
- Saints Preserve Us (2018) - Four Four Records
- Hestia (2021) - Four Four Records[3]
- Dead Anthmes (2025) - Four Four Records[4]

### EP
- Hung, Drawn & Portered (2009) - Shite & Onions
- Sound as a Pound (2009) - Shite & Onions

### Àlbums en directe
- Live in London – Acoustic Sessions (2019)
- Live in Athens (2019)